# Hr.Ms. Hydra (1912)

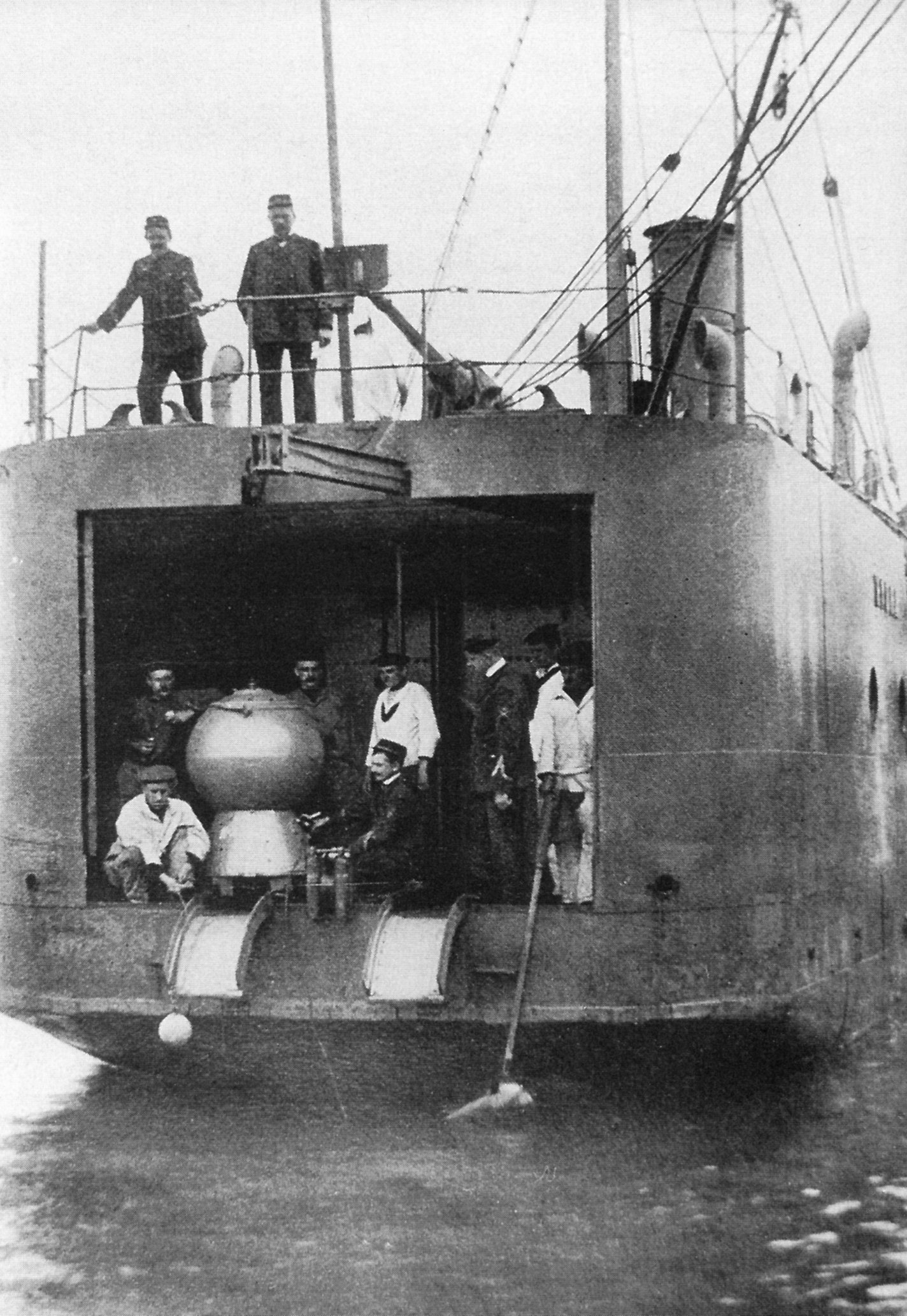
Hr.Ms. Hydra tijdens een mijnenleg oefening

Hr.Ms. Hydra was een Nederlandse mijnenlegger van de Hydraklasse, gebouwd door de Amsterdamse Rijkswerf. Het schip was vernoemd naar de Griekse mythologische figuur Hydra van Lerna. Het schip was niet het enige schip bij de Nederlandse marine met de naan Hydra. Ondanks de leeftijd van het schip was het tijdens het uitbreken van de Tweede Wereldoorlog nog in dienst bij de Nederlandse marine.

## De Hydra voor de Tweede Wereldoorlog
Op 9 februari 1921 tijdens een nachtelijke torpedolanceer-oefeningen in de Wielingen met geheel verduisterde schepen, werd de Hydra onder bevel van luitenant ter zee 1e klasse Van Ramshorst, door de torpedoboot Z 3 aangevaren. De Hydra zonk direct en de Z 3 raakt zwaar beschadigd. De Z 3 weet echter op eigen kracht Hellevoetsluis te bereiken.
In april 1921 werd het wrak van de Hydra gelicht en naar de Rijkswerf in Hellevoetsluis gebracht voor reparaties. Een van de commandanten van de Hydra in de jaren dertig was luitenant-ter-zee eerste klasse J. Ruitenschild.

## De Hydra tijdens de Tweede Wereldoorlog
Op 15 mei 1940, werd de Hydra in de Zijpe vanaf Sint Philipsland door Duits pantserafweergeschut getroffen, hierdoor raakt de Hydra dusdanig beschadigd dat besloten werd het schip in ondiep water aan de grond te zetten. Tijdens de Duitse bezetting werd het schip vlot getrokken en gerecycled in Hendrik-Ido-Ambacht.